# Affekt
Ein Affekt ist eine Gemütserregung oder ein Gefühl, das durch äußere Anlässe oder innere psychische Vorgänge ausgelöst wird. Ein Lächeln kann beispielsweise ein Ausdruck für den Affekt Freude sein; Erröten im körperlichen Bereich ist bezeichnend für den Affekt Scham. Da unterschiedliche Gehirnareale aktiv sind, können ein positiver Affekt und ein negativer Affekt gleichzeitig und ähnlich stark auftreten.
Die Unterscheidung der Begriffe Affekt, Emotion, Gefühl, Stimmung und Gemütsbewegung ist nicht einheitlich und in der wissenschaftlichen Literatur widersprüchlich. Häufig werden die Begriffe synonym verwendet. Affektiv wird ein Verhalten genannt, das überwiegend von Gemütserregungen und weniger von kognitiven Prozessen bestimmt wird und in Einzelfällen strafrechtliche Relevanz haben kann.

## Begriffsgeschichte
Der Begriff Affekt ist aus dem griechischen páthos (πάθος) („Leiden, Leidenschaft“) entstanden. Daraus wurde bei der Verschiebung ins Lateinische afficere („versehen, anregen“ und bezogen auf Gefühle: „in eine Stimmung versetzen, stimmen, beeindrucken“). Schließlich entwickelte sich affectus („Zustand“, vor allem: „Leidenschaft, Gemütsbewegung, Verfassung“). Im Englischen wird auch von occurring emotion gesprochen, wobei betont wird, dass es sich um etwas handelt, was mit einem passiert.
Der noch in der ersten Hälfte des 20. Jahrhunderts nosologisch wichtige Begriff Affektion verdankt dem gleichen Stamm seine Herkunft. In heutigen romanischen Sprachen kann die Bedeutung des Begriffes „Affektivität“ von den deutschen Bedeutungen und Assoziationen abweichen. So versteht man in Südamerika und Spanien häufig unter dem spanischen Begriff „afectividad“ die zwischenmenschliche Liebesfähigkeit im Sinne von Empathie und Bindungsfähigkeit.
Platon (427–347) teilt die Affekte in vier Kategorien ein: Lust, Leid, Begierde, Furcht.
Aristoteles (384–322) nennt elf Affekte (Begierde, Zorn, Furcht, Mut, Neid, Freude, Liebe, Hass, Sehnsucht, Eifersucht und Mitleid) und rechnet darüber hinaus jeden Zustand zu den Affekten, der mit Lust oder Unlust verbunden ist.
Zenon von Kition (333–264), Gründer der Stoa. Nach stoischer Auffassung ist Eudämonie (Glückseligkeit) nur dann zu erreichen, wenn kein Affekt die Seelenruhe stört. Ein Affekt ist ein übersteuerter Trieb; das stoische Ideal ist die Apathie, die Freiheit von solchen Affekten. Es wird zwischen vier Grundarten von Affekten unterschieden: Lust, Unlust, Begierde, Furcht. Entscheidend für die Apathie ist die Erkenntnis, dass alle äußeren Güter keinen Wert für die Glückseligkeit haben. „Der Affekt entsteht, wenn die Vernunft dem Trieb einen falschen […] Zweck setzt und das Scheitern beklagt.“
René Descartes (1596–1650) beschreibt in seinem Werk „Traité des passions de l’âme“, (Paris 1649) sechs Grundformen von Affekten, die zu zahlreichen Zwischenformen miteinander kombiniert werden können: Freude (joie), Hass (haine), Liebe (amour), Trauer (tristesse), Verlangen (désir), Bewunderung (admiration).
Baruch de Spinoza (1632–1677) unterscheidet in seiner Ethica, ordine geometrico demonstrata – Ethik nach geometrischer Methode dargelegt (1677) nur drei Hauptaffekte, aus denen er alle anderen ableitet: Begierde, Freude, Traurigkeit.
Christian Wolff (1679–1754) unterteilt in seinem Werk Psychologia empirica (1732) die Affekte in zwei Klassen: lustbetonte und unlustbetonte Affekte (affecti iucundi / affecti molesti).
Kant (1724–1804) schied zuerst Affekt und Leidenschaft deutlich, „den Affekt muß der Mensch zähmen, die Leidenschaft beherrschen, jenes macht ihn zum Meister, dieses zum Herrn über sich selbst.“
Charles Darwin (1809–1882) hat an sehr vielen Einzelbeispielen und aus zahlreichen Quellen Ausdrucksformen der Gemütsverfassung (wie charakteristische Bewegungen, Gebärden, Laute, vegetative Erscheinungen usw.) bei Menschen und Tieren detailliert beschrieben und diesen assoziierte Affekte („strong emotion“, „excited sensation“) und andere Gemütsbewegungen zugeschrieben. Er entwickelte die Theorie, dass diese Ausdrucksmuster, ursprünglich als nützliche Gewohnheiten erworben, schließlich vererbt werden („Actions, which were at first voluntary, soon became habitual, and at last hereditary, and may then be performed even in opposition to the will. …“) und sich durch Selektion erhalten haben. Die Geburt seines Sohnes hatte Darwin inspiriert, sich verstärkt für den Ausdruck von Affekten und Gefühlen bei Menschen und Säugetieren zu interessieren. Hintergrund war für den Begründer der Evolutionstheorie, durch den Nachweis der Universalität emotionaler Ausdrucksweisen auch deren genetische Bedingtheit zu beweisen.
Eugen Bleuler (1857–1939) benutzte den Begriff der Affektivität um die Gesamtheit des Gefühls- und Gemütslebens zu bezeichnen.
Von Wilhelm Wundt (1832–1920) ist der Affekt erstmals nach Qualität, Stärke, Dauer und der zu seiner Zeit messbaren physiologischen Wirkung klassifiziert worden. Nach seinem Klassifikations-Konzept waren sthenische Affekte durch die Anspannung des Körpers geprägt, asthenische Affekte durch Erschlaffung. Als sthenische Affekte werden Zustände wie Wut, Zorn, Eifer gezählt, während die asthenischen Affekte Angst, Furcht oder Schrecken sind.
Paul Ekman (* 1934) fand in umfangreichen empirischen Studien Beweise für die von Darwin behauptete erbliche Bedingtheit zahlreicher emotionaler Ausdrucksformen, darunter die von ihm unterschiedenen 7 Basisemotionen: Fröhlichkeit, Wut, Ekel, Furcht, Verachtung, Traurigkeit und Überraschung, die kulturübergreifend bei allen Menschen in gleicher Weise erkannt und ausgedrückt werden. Diese von ihm als elementar beschriebenen Gesichtsausdrücke sind nicht kulturell erlernt, sondern genetisch bedingt.

## Heutige Bedeutung
Affektivität ist ein Oberbegriff für die ganze Sphäre der Phänomene, die mit einer Veränderung des subjektiven Befindens und Erlebens einhergehen und auf Denken und Verhalten und Physiologie einwirken. Er umfasst damit Affekte, Stimmungen, Emotionen und Triebhaftigkeit.
Semantisch gesehen ist der Begriff Affektivität eher im wissenschaftlichen und medizinischen Sprachgebrauch angesiedelt, während der Begriff Emotionalität eher die Charaktereigenschaft eines Menschen meint, über lebhafte Gefühle zu verfügen. Der Begriff Affekt wird oft auch als Gegenpol zum Begriff Kognition verwendet („das Herz gegen den Verstand“ bzw. „Gefühl vs. Rationalität“). Die Forschung geht jedoch mittlerweile davon aus, dass sowohl Kognitionen affektive Zustände hervorrufen als auch umgekehrt affektive Zustände kognitive Prozesse wie Entscheidungen oder Urteile beeinflussen.
Eine enge Definition des Affekts beschreibt diesen als starke Gefühls- und Gemütsbewegung mit geringer Latenz und energisierender Dynamik (Motivation), einhergehend mit eingeengter Wahrnehmung (Aufmerksamkeitsverzerrungen und Tunnelblick), ggf. einer Überforderung der Willenskontrolle und starker Ausdruckskraft. Dazu kommt eine Beteiligung des motorischen und vegetativen Nervensystems sowie eine Beteiligung des Systems der sog. Botenstoffe und der Hormone. Vereinfacht gesagt handelt es sich um ein psychosomatisches Ereignis mit kommunikativen, motivationalen und kognitiven Folgen. Positiver Affekt geht beispielsweise mit verstärktem Lächeln, Annäherungsverhalten und heuristischer Informationsverarbeitung einher, negativer Affekt mit missbilligendem Gesichtsausdruck, Vermeidungsverhalten und systematischer Informationsverarbeitung.
In der Medizinischen Psychologie wird ein Affekt als ein komplexes angeborenes Reaktionsmuster auf Reize aufgefasst. Auslöser des Affekts können dabei funktionelle äußere Wahrnehmungsreize oder eine Kognition sein.

## Psychopathologie
Ob ein Affekt an sich über seine genetische Veranlagung hinaus durch irgendeine Einwirkung des Lebens – mit Ausnahme von Hirnläsionen und Vergiftungen – im krankhaften Sinne verändert werden kann, ist Gegenstand der Forschung und verschiedener Anschauungen. Eine Alternative wäre, dass es stattdessen der Verarbeitungsprozess des Affektes zu einer Emotion hin ist, der von einer solchen Einwirkung betroffen wird und für den pathologischen Befund letztlich verantwortlich ist. Es können deshalb nur beispielhaft einige psychopathologische Symptome aufgeführt werden, die etwas mit Affekten oder dem Ausdruck von Gefühlen zu tun haben.
| Symptom                         | Erklärung |
| ------------------------------- | --- |
| Verminderte affektive Resonanz  | Die mimischen, gestischen und paraverbalen Ausdrucksmerkmale werden nur schwach deutlich und Betroffene reagieren nur schwach oder gar nicht z. B. auf Anteilnahme oder Zuspruch (siehe z. B. Depression). |
| Inadäquater Affekt (Parathymie) | Es besteht zwischen den Ausdrucksmerkmalen und dem dahinterliegenden Gefühlszustand ein Widerspruch. |
| Affektlabilität                 | Größere und rasche Wechsel zwischen den Ausdrucksmerkmalen. |
| Affektinkontinenz               | Dies ist eine unwillkürliche, stereotype, nicht modulierte Affektäußerung (und zwar auf beliebige Arten von Gemütsbewegungen), die der Betroffene auch trotz großen Peinlichkeitsempfindens nicht an seine augenblickliche Situation anpassen kann (z. B. Weinen oder Lachen). Es handelt sich um ein Symptom einer Hirnläsion oder vorübergehenden Hirnfunktionsstörung und kann z. B. als Folge eines Schlaganfalls, einer Alzheimer-Krankheit oder einer Vergiftung durch Drogen (exogene Psychose) vorkommen. |
| Affektintoleranz                | Die Unfähigkeit, einen stimulierten Affekt lange genug auszuhalten, bis dieser mit Abklingen seiner Brisanz durch kognitive Interpretationsprozesse, die unbewusst sein können (s. u.), zu einer ausbalancierten Emotion und einer Veränderung der interpersonellen Beziehungseinstellung im psychosozialen System gefunden hat. |
| Affektverflachung               | Mangelnde Bandbreite von Emotionen in Wahrnehmung, Erleben und Ausdruck. Die Verarmung der Gemütserregungen (Affekte) äußert sich in einer verminderten Fähigkeit „emotional mitzumachen“. Die Betroffenen reagieren gemütsmäßig nur eingeschränkt auf normalerweise bewegende Ereignisse, erscheinen durch Erfreuliches wie Unerfreuliches wenig berührt. Die normale Schwingungsfähigkeit zwischen verschiedenen affektiven Zuständen (Freude, Neugier, Trauer, Wut, Stolz,…) geht verloren.                    |

## Psychoanalyse
Im Sprachgebrauch der klassischen Psychoanalyse hat ein „Trieb“ eine Affekt- und eine Vorstellungsdimension. Durch ein „Trauma“ oder einen unerträglichen, inneren „Konflikt“ kann die Vorstellung durch „Verdrängung“ oder andere „Abwehrmechanismen“ unbewusst werden und dadurch den Ursachenzusammenhang unkenntlich machen. Der Affekt kann aber nicht verdrängt werden, sondern besteht als „Affektbetrag“ – quasi herrenlos – weiter und kann dann in Form körperlicher Symptome (Konversion), im Bereich des Ausdrucks (Ausdruckskrankheiten) oder in besonderem Verhalten (z. B. Zwangsneurose) seine Entlastung finden („primärer Krankheitsgewinn“). In diesem Zusammenhang ist der Begriff „Affektisolierung“ von Bedeutung. Es handelt sich dabei ebenfalls um einen „Abwehrmechanismus, der darauf ausgeht, Gefühl und Erlebnis voneinander zu lösen, arbeitet im Widerstreit mit der […] wichtigen Funktion des Ichs, die als Aufgabe hat, das Chaos alles Erlebten zu einer Einheit zusammenzufassen.“  Das Phänomen besteht darin, dass der Ausdruck der Emotion minimiert ist (Idiom: „Poker-Face“), der Affekt aber in (meist verheimlichten) Fantasie- und Verhaltensexzessen oder einer besonderen Tat seine Abfuhr sucht.
Rainer Krause, ein Psychologe und Psychoanalytiker, leitet die am Gesichtsausdruck beobachtbaren Affekte aus einem hierarchischen Organisationsschema der Triebe ab. „Affekte sind seiner Meinung nach die psychischen Repräsentanzen von hierarchisch geordneten, zielorientierten Motivationssystemen, die über körperinnere Signale und Reize aus der Außenwelt aktiviert werden.“ Hierbei orientiert er sich an der Objektbeziehungstheorie von Otto F. Kernberg, in der Libido und Aggression als ein hierarchisch übergeordnetes Motivationssystem verstanden werden. Die Affekte bilden eine Brückenfunktion zwischen der Organisation der Triebe und den biologisch gegebenen Instinkten. Krause (1998) unterscheidet die Begriffe Affekt, Gefühl, Empathie danach, welche der folgenden Komponenten beziehungsweise Module beteiligt sind. Beim Affekt sei das limbische System beteiligt ohne höhere kognitive Funktionen. Beim Gefühl käme die bewusste Wahrnehmung hinzu. Erst bei der Empathie wäre die sprachliche Benennung sowie die Zuordnung zu einem Objekt oder zum Selbst möglich.
| 1. Expressive Komponente                                                                                              | Affekt | Gefühl | Empathie |
| 2. Physiologische Komponente                                                                                          | Affekt | Gefühl | Empathie |
| 3. Motivationale Komponente                                                                                           | Affekt | Gefühl | Empathie |
| 4. Wahrnehmung / Bewusstes Erleben des Affektes                                                                       |        | Gefühl | Empathie |
| 5. Sprachliche Benennung des Erlebens                                                                                 |        |        | Empathie |
| 6. bewusste Wahrnehmung, des Affektes als inneres Bild und als spezielle situative Bedeutung der Welt und der Objekte |        |        | Empathie |

Psychoanalytische Forscher sehen den Affekt hauptsächlich in seiner kommunikativen Funktion, und zwar in den unterschiedlichen psychoanalytischen Theorien folgendermaßen:
In der Objektbeziehungstheorie gelten Affekte als Bindeglied der Beziehung. In einer Person zeigen sich die vergangenen Beziehungserfahrungen als Erinnerungsspuren zwischen sich selbst und dem Objekt, also einer wichtigen Bezugsperson. Nach dieser Anschauung spielt sich eine Beziehung also zwischen einer Selbstrepräsentanz (der Vorstellung von der eigenen Person oder des eigenen Selbst) und einer Objektrepräsentanz (der Vorstellung von einer vertrauten Person) ab. Der Affekt gilt als Bindeglied zwischen den Repräsentanzen, das von der Säuglingszeit an eine Beziehung motiviert und regelt.
In der Selbstpsychologie gelten frühe Prozesse der Regulation zwischen Kind und Bezugsperson als entscheidende Faktoren für die Selbstentwicklung. Hierbei hat der affektive Austausch zwischen Kind und Bezugsperson große Auswirkungen auf die Selbstentwicklung. Dabei kann das Kind durch den affektiven Austausch mit seiner Mutter beruhigt werden, wobei der Affektausdruck als Träger der Kommunikation zu betrachten ist. Martin Dornes zufolge ist zu sagen, dass die Mutter und das Kleinkind ein affektives Kommunikationssystem bilden, wobei das Kind allmählich erlernt, seine Affekte selber zu regulieren.
In dem von J. Merten und Rainer Krause entwickelten psychometrischen Instrument Differentielle Affekt Skala (D A S) werden folgende zehn basale Emotionsdimensionen zugrunde gelegt: Interesse, Freude, Überraschung, Trauer, Wut, Ekel, Verachtung, Angst, Scham, Schuld. (vgl. 8 Basisemotionen im Artikel Emotionstheorien und s. o. Paul Ekman)
Ein Affekt allein klingt bald ab mit zunehmender Ausgeglichenheit, sofern er nicht auf gegensätzliche Kräfte trifft. Diese können von gleichzeitig auftretenden Affekten mit konträrer Tendenz herrühren oder von der Umwelt, mit der sich die Person in einem Austausch befindet. Die Vehemenz eines solchen Konfliktes drängt das System zu einer Ausbalancierung. Dabei werden vorzugsweise gewohnheitsmäßige Strategien benutzt und zwar sowohl von der Person als auch von ihrer Umwelt. Die Person kann dabei eine Typisierung durch andere erfahren: z. B. Geizhals, Angsthase, Angeber, Hypochonder, Gönner, Held, Hysteriker, Choleriker usw.
Ein Affekt kann sowohl von einem Reiz abhängig oder Ursache z. B. einer Tat, einer oder auch eines anderen Affektes sein. Beispielsweise kann der o. g. Affekt „Interesse“ Ursache für den Affekt „Scham“ oder „Schuld“ sein.
Ein Affekt kann nicht vollständig unbewusst sein. Er ist mindestens als positive oder negative, erregende Veränderung des subjektiven Befindens sowohl in seiner körperlichen (vegetativen) Dimension, als auch in seiner Ausdrucksdimension für andere wahrnehmbar. Aber die Interpretation eines Affektes (siehe auch: Mentalisierung), die gleichzeitig mit dem Affekt oder sogar vorher oder unmittelbar danach oder sukzessive zum Zuge kommt, kann unbewusst oder wenig entwickelt sein (Alexithymie). Deshalb kann es vorkommen, dass jemand beispielsweise seinen Neid durch Gebärde, Rot- oder Blasswerden und den Kontext für andere erkennbar macht, ohne dass ihm selbst Neid bereits bewusst ist oder überhaupt je bewusst wird. Auch kann es sein, dass jemand vor einer Bedrohung davon rennt und seine Angst erst später bewusst erlebt.

## Rechtliche Bezüge
Affekte werden im Rechtsverkehr gewürdigt, wenn die handelnde Person durch sie in ihrer Geschäfts-, Delikts- oder Schuldfähigkeit beeinträchtigt ist oder zu einer strafbaren Handlung motiviert wird. Grundsätzlich schließt das Vorhandensein von Affekten die Fähigkeit zur Teilnahme am Rechtsverkehr nicht aus.
Im deutschen Strafrecht ist der Affekt auf mehreren Ebenen der Deliktsprüfung relevant:
- Bereits auf der Ebene der Schuldfähigkeit (die Fähigkeit, Recht und Unrecht einzusehen und seine Handlungen danach zu steuern) kann die Schuld ausgeschlossen werden, jedoch erst dann, wenn der Affekt die Qualität einer tiefgreifenden Bewusstseinsstörung erreicht. In diesem Fall ist der Affekt nicht der Rechtsgrund für den Schuldausschluss selbst, sondern lediglich seine Ursache. Man schließt also die Schuld wegen der Bewusstseinsstörung und nicht wegen des Affekts aus. Vgl. § 20 des Strafgesetzbuches Deutschlands (StGB).
- Auf der Ebene der Schuldausschließung sind Mankos bei Notwehrhandlungen zu berücksichtigen: Werden die Grenzen der Notwehr lediglich im Maß überschritten (sog. intensiver Notwehrexzess), also etwa vier Abwehrschläge statt der ausreichenden drei, so ist ein Schuldausschließungsgrund gegeben, wenn der Exzess durch asthenischen Affekt namentlich Verwirrung, Furcht oder Schrecken verursacht wurde (§ 33 StGB). Die Exzesshandlung selbst ist aber rechtswidrig und ihrerseits legal abwehrbar. Auch begünstigt ein solcher Schuldausschließungsgrund nur den Affektierten und nicht weitere Tatbeteiligte. Diese haften voll.
- Werden die Grenzen der Notwehr hingegen zeitlich überschritten, also eine zur Verteidigung ihrer Art nach nicht erforderliche Abwehr vorgenommen, liegt ein so genannter extensiver Notwehrexzess vor, der nach herrschender Meinung zur vollen Bestrafung führt, da in einem solchen Fall bereits die Voraussetzungen einer Notwehr im Sinne von § 32 StGB nicht gegeben sind. Beispiel: flüchtenden Beleidiger schlagen.
- Auf der Ebene von Strafzumessungsregeln werden vereinzelt sthenische Affekte wie Zorn (s. o. Wilhelm Wundt) berücksichtigt. Wird beispielsweise der Täter „ohne eigene Schuld durch eine ihm oder einem Angehörigen zugefügte Mißhandlung oder schwere Beleidigung von dem getöteten Menschen zum Zorn gereizt und hierdurch auf der Stelle zur Tat hingerissen“, so führt das beim Totschlag zu einem minderschweren Fall des Totschlags im Sinne von § 213 StGB. Dies bewirkt eine Milderung gegenüber einem Totschlag im Sinne von § 212 Abs. 1 StGB, nämlich eine Verschiebung des Strafrahmens auf „Freiheitsstrafe von einem Jahr bis zu zehn Jahren“ statt „Freiheitsstrafe nicht unter fünf Jahren“.

## Eigenaffekt und Mitaffekt in Film und Literatur
In Film und Literatur werden zur Beschreibung von Erzähltechniken die Begriffe Eigenaffekt und Mitaffekt verwendet. Dabei beschreibt der Mitaffekt die Wirkung auf den Leser beziehungsweise Zuschauer, die sich durch das Miterleben der Erlebnisse einer Figur ergibt. Wenn der Leser beziehungsweise Zuschauer jedoch über Informationen verfügt, die die Figur nicht hat, oder noch nicht hat, und aufgrund dieser Informationen Spannung und Emotionen entwickelt, dann wird von Eigenaffekt gesprochen.
Die Begriffe Eigenaffekt und Mitaffekt wurden in den 20er Jahren von Richard Müller-Freienfels vorgeschlagen und von Lew Semjonowitsch Wygotski zur Beschreibung psychologischer Vorgänge bei der Rezeption von Literatur und Film verwendet.